# Carmen Navarrete
Carmen Lucía Navarrete Tudela (Valencia, 1963) es una artista visual, profesora e investigadora feminista española.

## Trayectoria profesional
Desarrolla su carrera profesional ejerciendo la enseñanza en la Universidad de Valencia como profesora titular e investigadora en la Facultad de Bellas Artes de Valencia en el departamento de escultura. Paralelamente ha realizado una extensa investigación teórica sobre la identidad, el feminismo y las artes visuales, contribuyendo con sus ensayos a su estudio. Ha compaginado dicha actividad  con la realización de su obra artística  en el ámbito de la instalación y el arte discursivo. 
Su tesis doctoral tituladaː Género y Espacio. Hacia una recontextualización crítica de las prácticas feministas en las artes visuales fue presentada en la Universidad de Valencia en el año 2017.

## Exposiciones
Selección de exposiciones más relevantesː
En la sala Rekalde de Bilbao la titulada Para todos los públicos (2006);
En el Museo Reina Sofía de Madrid participó en la exposición titulada Cárcel de amor. Relatos culturales sobre la violencia de género (2005) comisariada por Berta Sichel;
En la Universidad de Valencia Fugas Subversivas. Reflexiones híbridas sobre las identidades (2005);
En el Arts Council, de Inglaterra y en la Universidad de Castilla-La Mancha de Cuenca (UCLM), con el títuloThe Gendered City. Espacio urbano y construcción de género (2004).
Se destaca su participación en la extensa y completa exposición  colectiva comisariada por Patricia Mayayo y Juan Vicente Aliaga Genealogías feministas en el arte español: 1960˗2010, en el MUSAC de León, España (2012).